# Pandanus klossii
Pandanus klossii är en enhjärtbladig växtart som beskrevs av Henry Nicholas Ridley. Pandanus klossii ingår i släktet Pandanus och familjen Pandanaceae. Inga underarter finns listade.